# Maserati Coupé

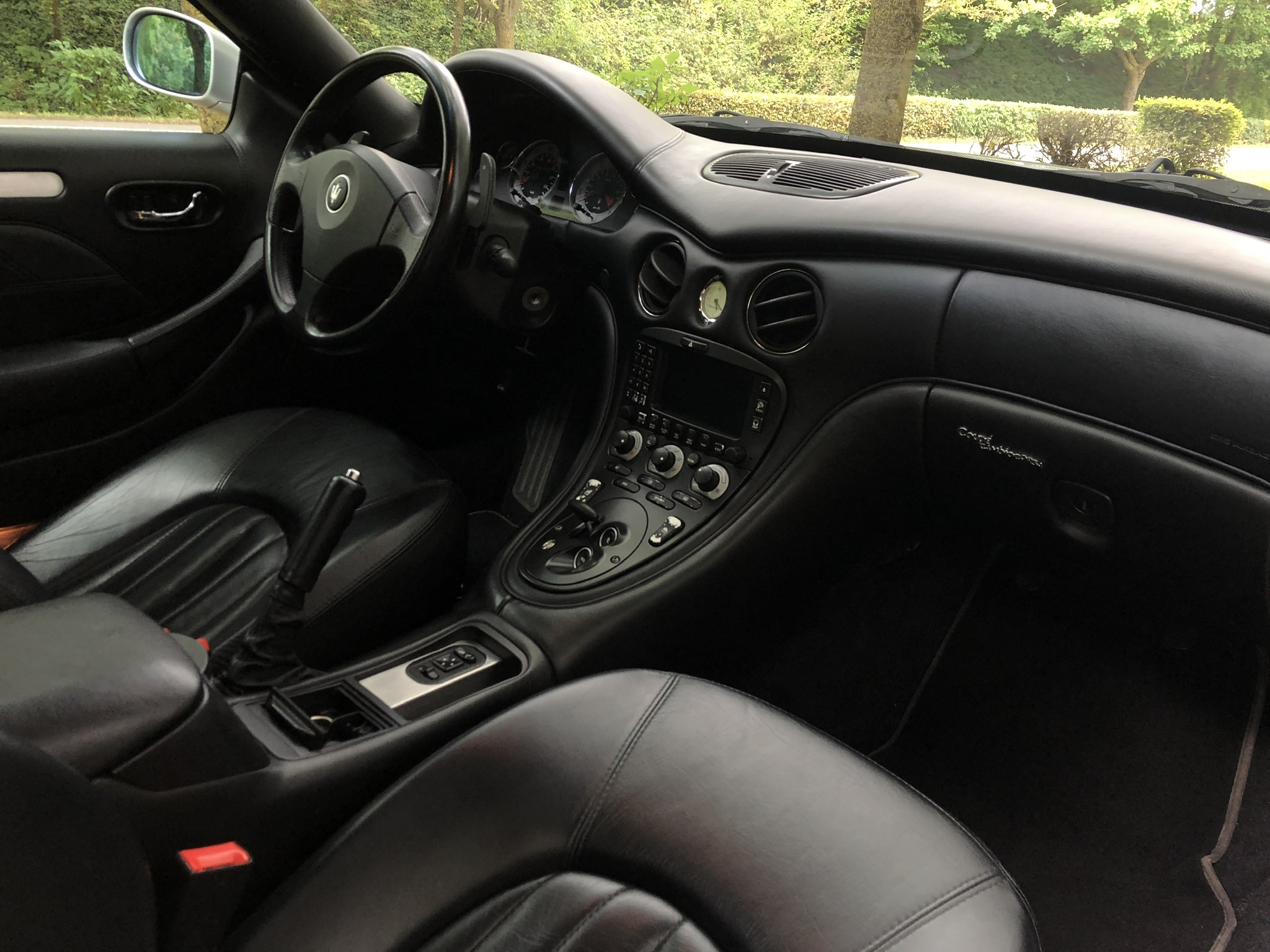
Habitacle d'une Maserati Coupé.

La Maserati Coupé est une voiture coupé Grand Tourisme de luxe produite par le constructeur italien Maserati de 2002 à 2007. Son design est dû au célèbre designer automobile Giorgetto Giugiaro.
Ce modèle est une évolution de la Maserati 3200 GT d’un point de vue esthétique. Elle diffère néanmoins nettement de la 3200 GT par son architecture transaxale, c’est-à-dire que la boite est ici accolée au train arrière. Cette architecture est notamment très utilisée par Ferrari qui a pris le contrôle du constructeur de Modène et qui supervise donc le développement des modèles.
Elle hérite du moteur Ferrari F136 à carter sec que l’on retrouvera par exemple par la suite sur la Ferrari F430 ou Ferrari 458 Italia ainsi que la boite F1 Ferrari ici baptisée Cambiocorsa ou une boite manuelle traditionnelle maison.
La Maserati Spyder est dérivée de la version Coupé avec un toit manœuvrable électriquement par un bouton-poussoir placé sur la console centrale. Le temps d'ouverture et de rangement est d'environ 30 secondes. La version Spyder a des dimensions différentes de celle du Coupé : empattement de 2 440 mm soit 220 mm de moins, longueur totale 4 300 mm, largeur 1 820 mm, hauteur 1 310 mm et son poids à vide est de 1 720 kg.

## Maserati Gransport
En 2005, Maserati présente une version modifiée, la « V8 Gransport », mise au point en soufflerie et disposant d'un moteur dont la puissance a été augmentée de 10 ch sans en modifier la cylindrée.
La Gransport sera lancée au salon automobile de Genève 2004. Elle dispose du moteur V8 4,2 du Coupé développant 400 ch. Par rapport au « Coupé » elle présente quelques modifications esthétiques et mécaniques.
À l'extérieur, on note une calandre chromée plus large en nid d'abeilles, de nouvelles jantes semblables à celles des voitures de compétition, de nouveaux échappements et la palette de couleurs a été élargie. Sur le plan mécanique, on note la modification du sixième rapport de la boîte robotisée, le « Cambiocorsa » seul disponible, allongé pour mieux exploiter le couple moteur. La vitesse maxi de la Gransport atteint maintenant 290 km/h.
Au fil des années, des versions spéciales sont venues compléter la gamme, comme la « 90th Anniversary », pour célébrer les 90 ans de la naissance de la marque au Trident, et la « Contemporary Classic », livrable uniquement en rouge, présentée au Motorshow de Bologne en décembre 2006.

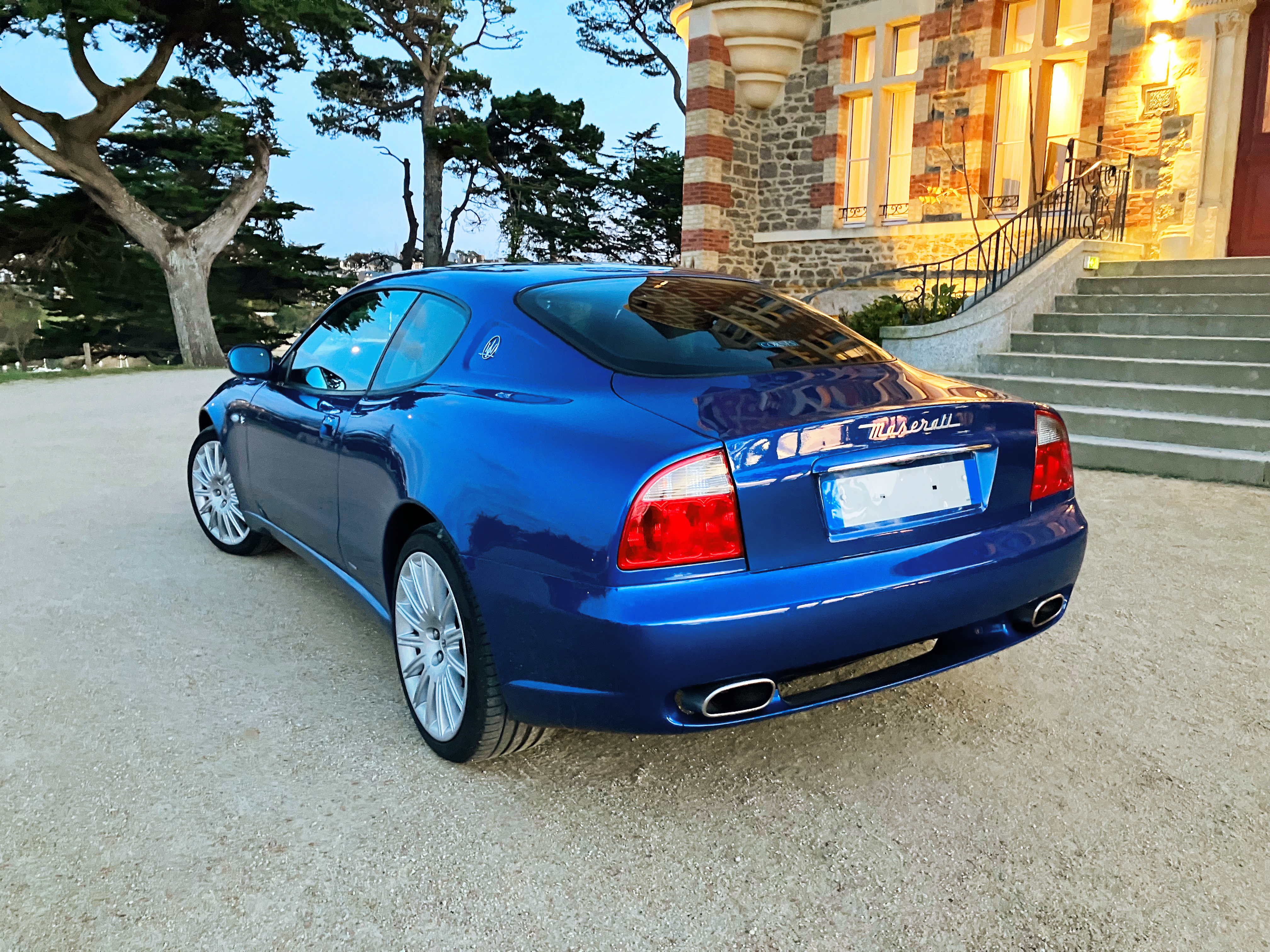
Maserati Coupé 4200 GT….
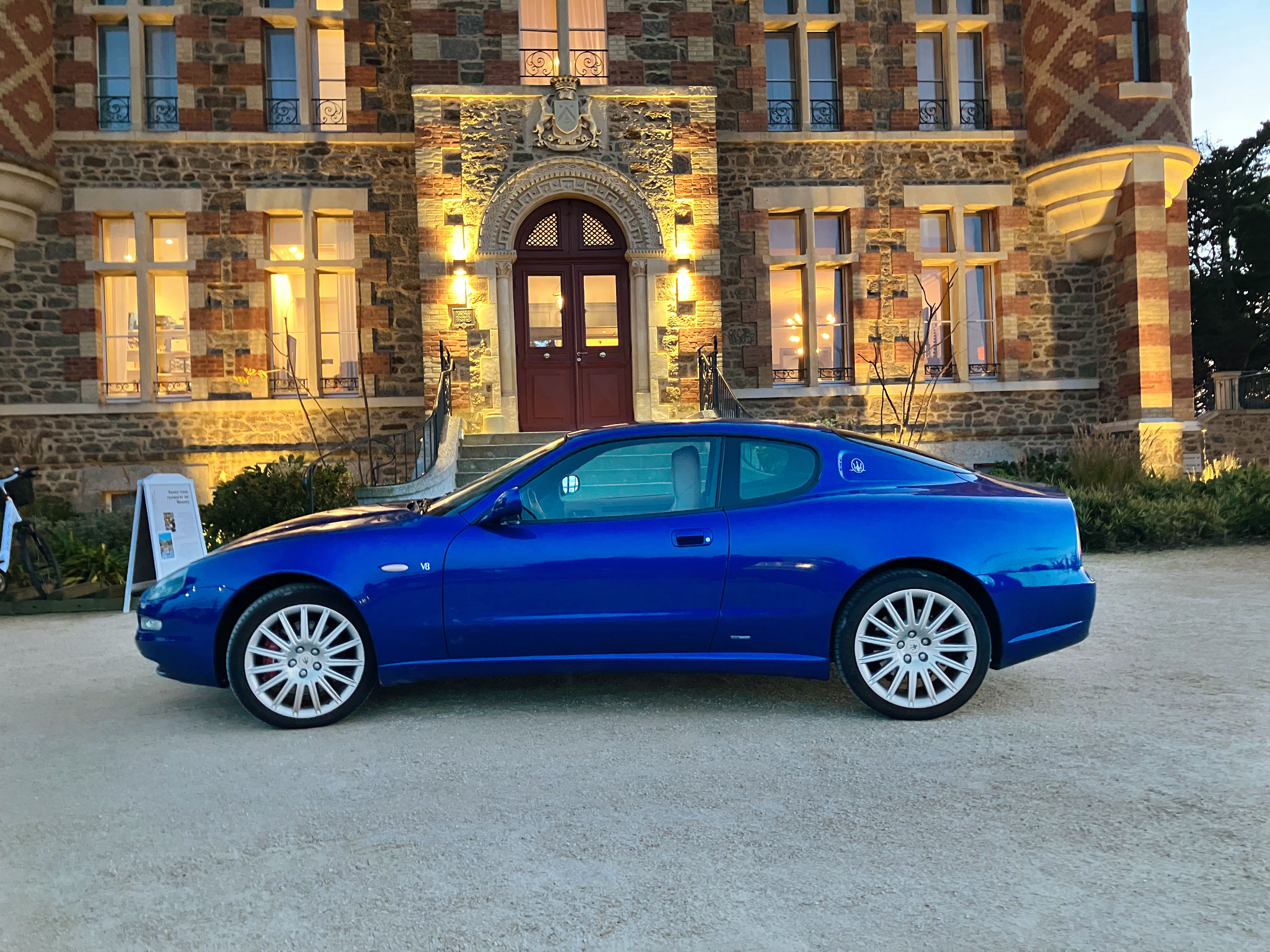
… à moteur V8 .
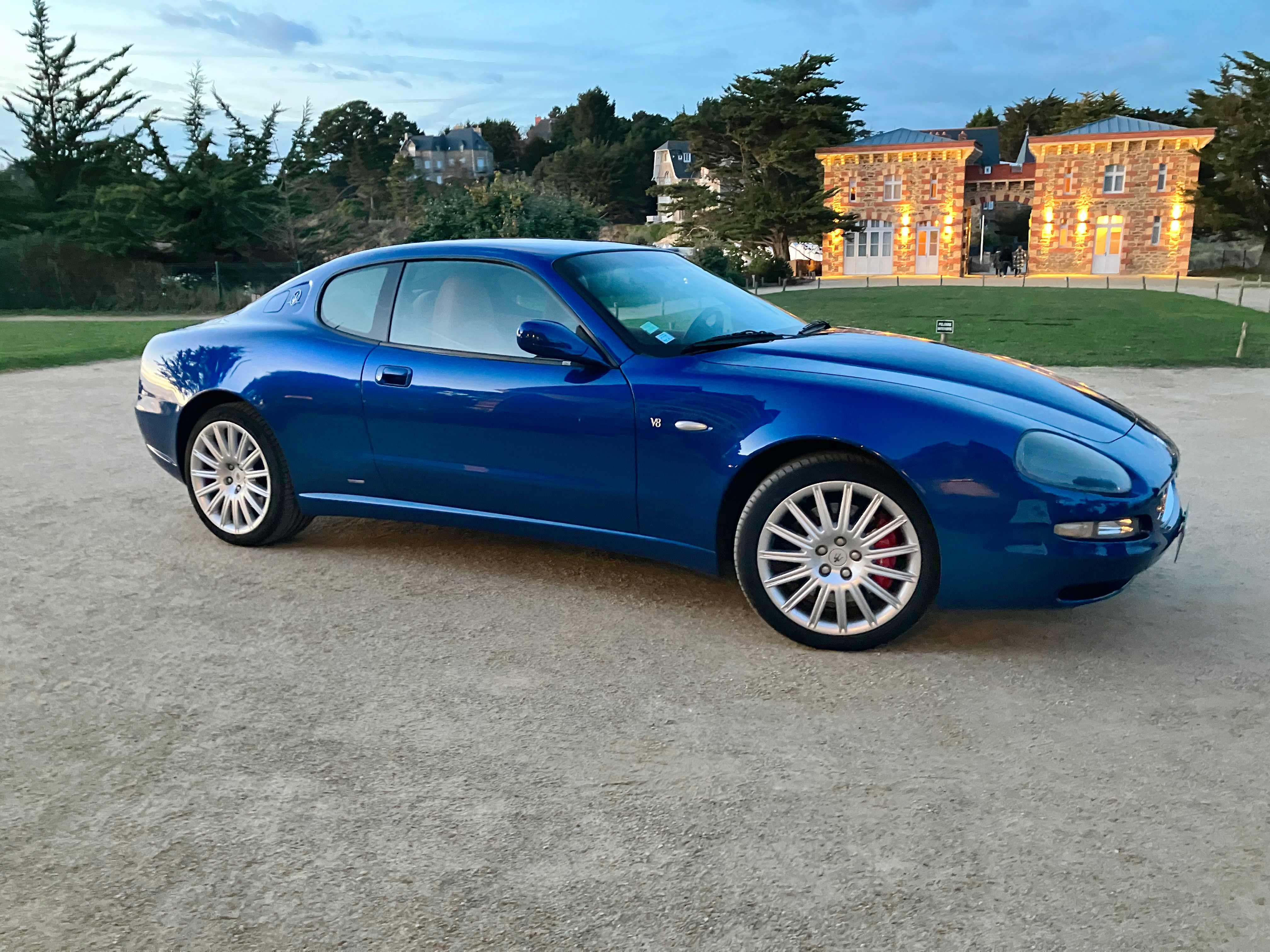
… couleur Blu-Nettuno ….
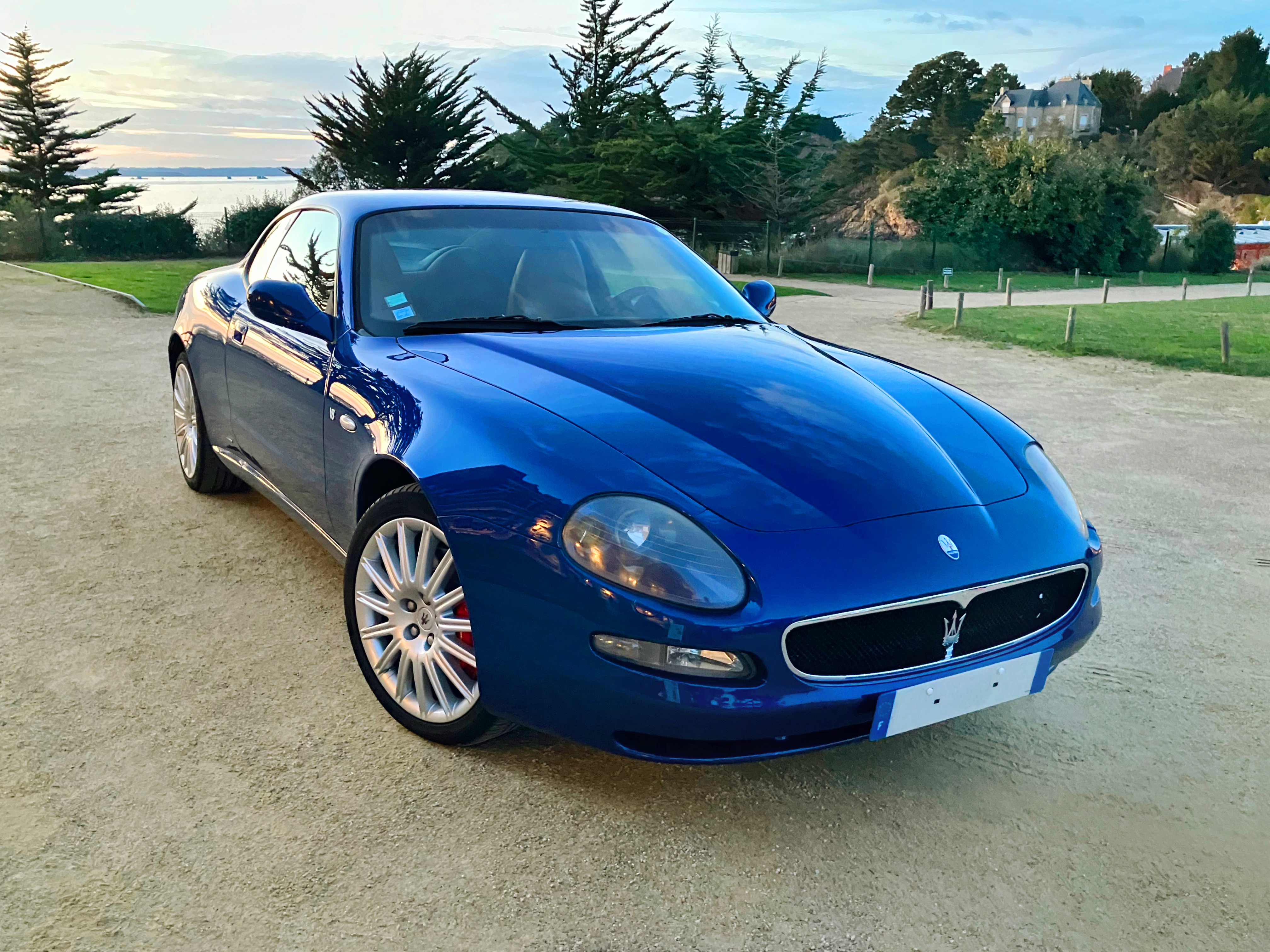
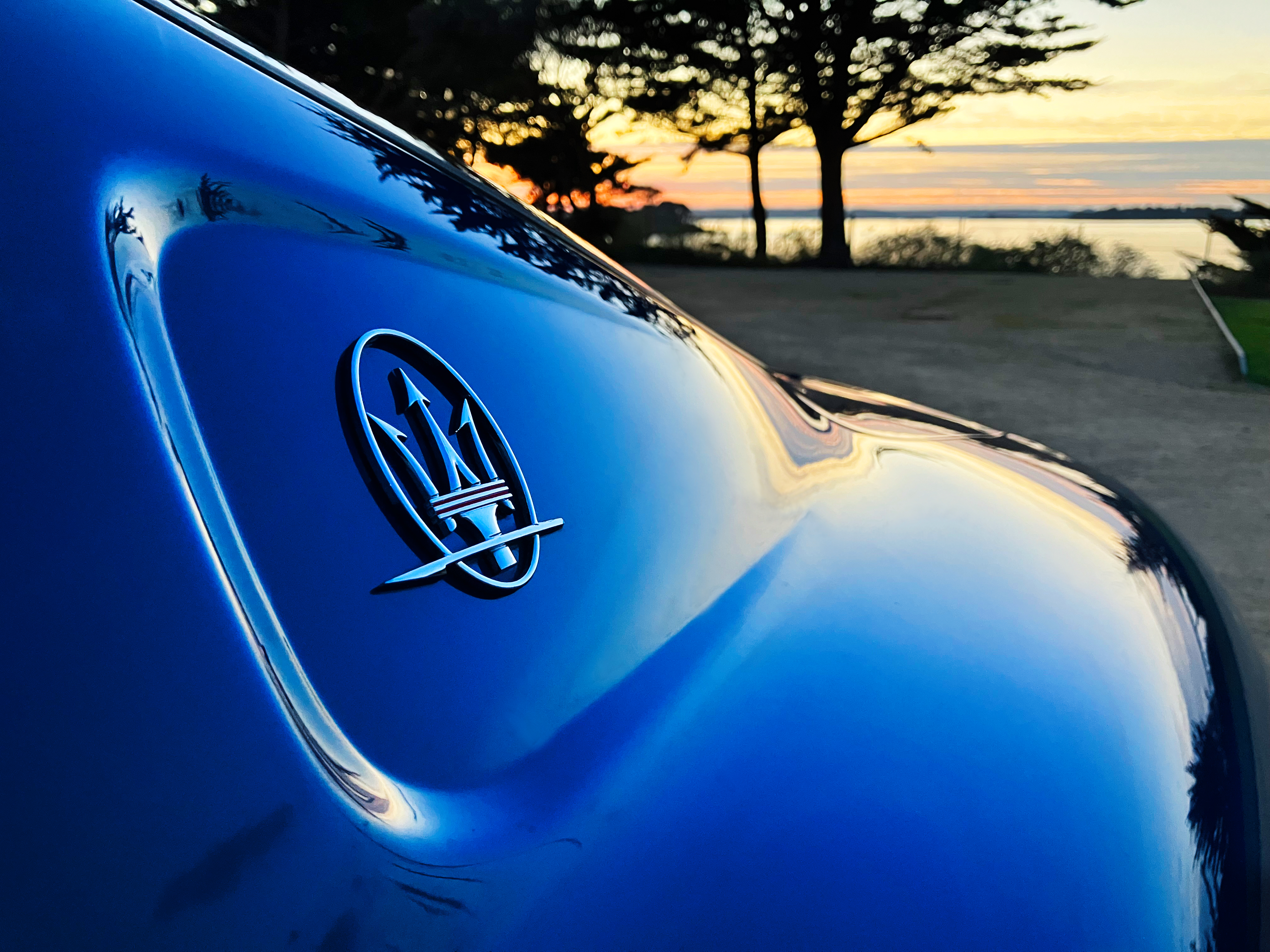
Trident du logo Maserati apposé sur le custode d'un Coupé 4200 GT.
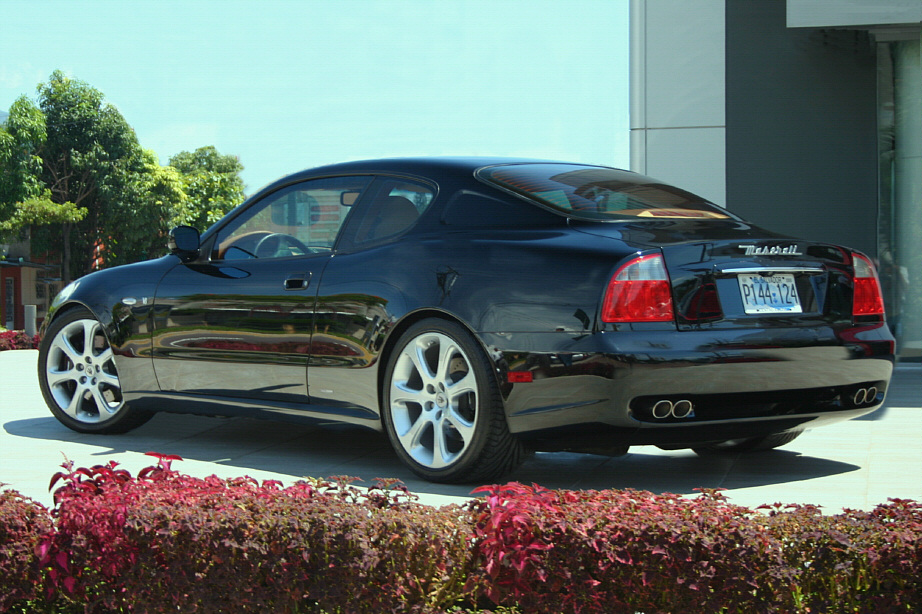
Une Maserati Coupé noire immatriculée au Salvador.
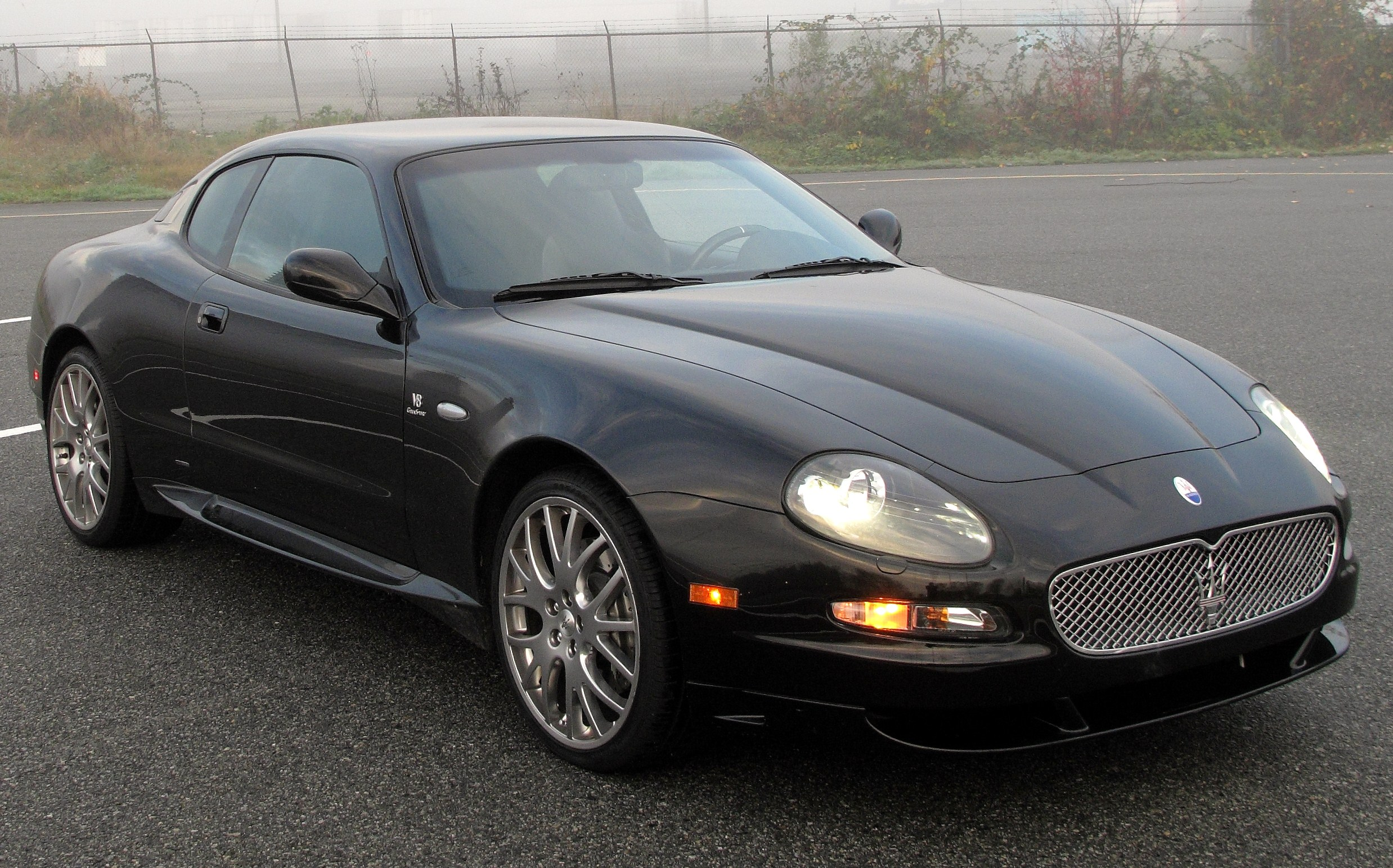
Maserati Coupé GranSport.
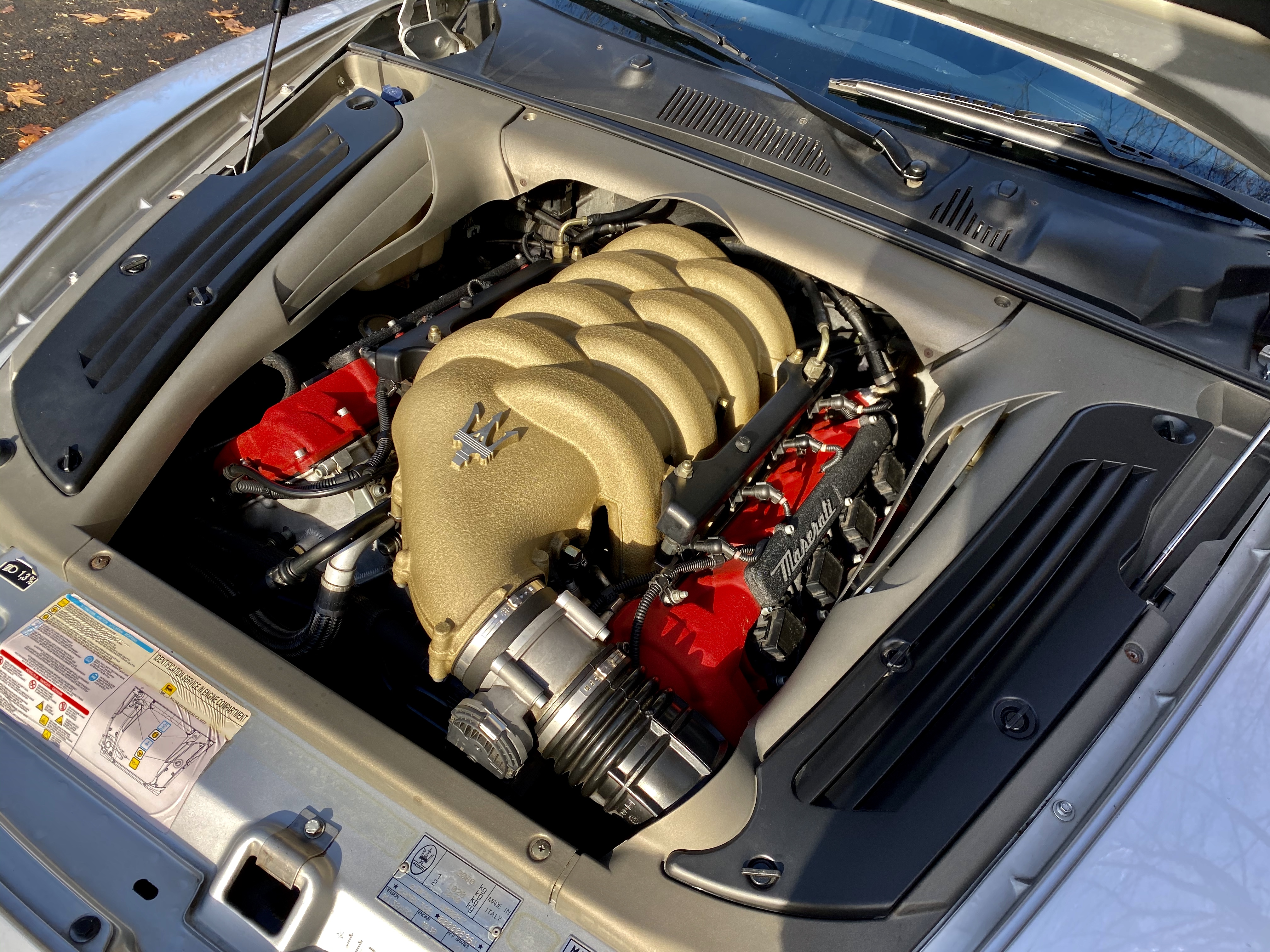
Moteur V8 Ferrari d'une Maserati Coupé.

## Activité sportive

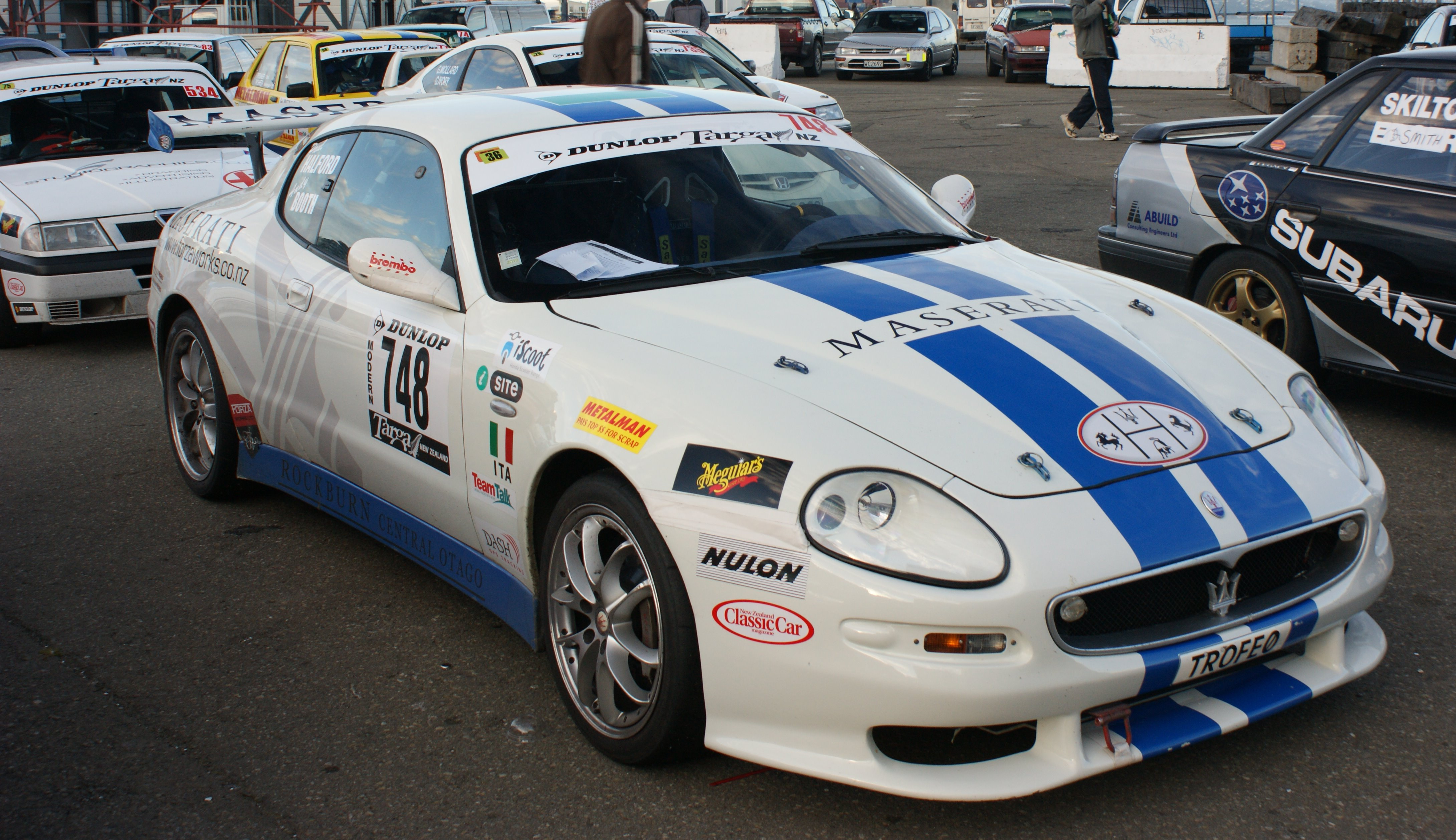
Une Maserati Trofeo de 2003.

Sur la base du coupé, Maserati a développé la Trofeo. Ce modèle, conçu pour un championnat monomarque, présente le même moteur que le modèle standard, mais équipé d'une unité de commande reprogrammée et d'un nouveau système d'échappement pour pouvoir délivrer une puissance de 420 ch. En plus d'être équipée de nouveaux éléments aérodynamiques et d'équipements sportifs internes, Maserati a également fait remplacer de nombreux composants par des pièces en fibre de carbone et en plexiglas pour réduire le poids de 249 kg. L'accélération de 0 à 100 km/h se fait en 4 secondes.

## Sources
- Ornella Sessa, Alessandro Bruni, Massimo Clarke et Federico Paolini, L'automobile italiana, Giunti, 2006.